# Archiv – Theorie & Praxis
Archiv – Theorie & Praxis (Eigenschreibweise ARCHIV. theorie & praxis) ist die führende deutsche Fachzeitschrift für das Archivwesen. Bis 2007 erschien sie unter dem Titel Der Archivar – Mitteilungsblatt für das deutsche Archivwesen, von 2008 bis 2022 unter dem Titel Archivar – Zeitschrift für Archivwesen.
Das Heft Nr. 1 des Archivars erschien im August 1947 als Mitteilungsblatt für deutsches Archivwesen im Auftrag des Vereins deutscher Archivare (VdA), herausgegeben vom Staatsarchiv Düsseldorf. Im Geleitwort des ersten Heftes wies Bernhard Vollmer darauf hin, dass Der Archivar das Mitteilungsblatt, welches von 1936 bis 1945 von der preußischen Archivverwaltung zur Bekanntgabe von Angelegenheiten des archivalischen Dienstes herausgegeben wurde, als Organ aller deutschen Archive fortsetzen und erweitern sollte.
Ausgestattet mit einer Lizenz der britischen Militärregierung vom 14. Dezember 1946 sollte die Zeitschrift ein Bindeglied zwischen den Archiven aller Fachrichtungen in Deutschland sein. Treuhänderisch haben das Staatsarchiv Düsseldorf und sein damaliger Leiter Bernhard Vollmer die Herausgeberschaft übernommen. Der 1947 gegründete Verein deutscher Archivare bestimmte die Zeitschrift zu seinem Veröffentlichungsorgan. 1966 übertrug der Kultusminister des Landes Nordrhein-Westfalen dem Hauptstaatsarchiv Düsseldorf die dienstliche Aufgabe, die Zeitschrift Der Archivar als Gemeinschaftsorgan für alle deutschen Archive und Archivare herauszugeben. Im gleichen Jahr schrieb der Verein deutscher Archivare in seiner Satzung fest, seine Vereinsmitteilungen im Archivar zu veröffentlichen.
Jährlich erscheinen vier Hefte. Derzeit liegt die Auflage bei 3600. Die Zeitschrift wendet sich überwiegend an ein Fachpublikum: Archivare, aber auch Leser benachbarter Disziplinen (Historiker, Bibliothekare, Verwaltung). Mitglieder des VdA erhalten die Zeitschrift als Leistung im Rahmen der Mitgliedschaft.
Die Redaktion (früher Schriftleitung genannt) lag bis 2003 beim Hauptstaatsarchiv Düsseldorf, seit 2004 beim Landesarchiv Nordrhein-Westfalen Abteilung Rheinland in Duisburg.
Die Volltexte der Hefte sind im Internet kostenfrei zugänglich.